# Gladys Cooper
Gladys Constance Cooper, DBE (ur. 18 grudnia 1888 w Londynie, zm. 17 listopada 1971 w Henley-on-Thames) – angielska aktorka filmowa, teatralna i telewizyjna, trzykrotnie nominowana do Oscara za drugoplanowe role w filmach: Trzy kamelie (1942), Pieśń o Bernadette (1943) i My Fair Lady (1964).

## Filmografia
- 1940: Rebeka jako Beatrice Lacy
- 1940: Kitty Foyle jako pani Strafford
- 1940: Czarny kot jako Myrna Hartley
- 1942: Trzy kamelie jako pani Henry Windle Vale
- 1943: Księżniczka O’Rourke jako panna Haskell
- 1943: Pieśń o Bernadette jako siostra Marie Therese Vauzous
- 1944: Pani Parkington jako Alice, księżna de Brancourt
- 1945: Dolina decyzji jako Clarissa Scott
- 1947: Ulica zielonego delfina jako Sophie Patourel
- 1947: Żona biskupa jako pani Hamilton
- 1948: Powrót (film 1948) jako pani Kirby
- 1948: Pirat jako ciotka Inez
- 1949: Tajemniczy ogród jako pani Medlock
- 1949: Pani Bovary jako Madame Dupuis
- 1957: Alfred Hitchcock przedstawia (serial) jako pani Gillespie (sezon 2, odc. 22)
- 1958: Osobne stoliki jako pani Railton-Bell
- 1963: Prawo Burke’a (serial) jako Harriet Richards
- 1963: Po tamtej stronie (serial) jako pani Palmer
- 1964: My Fair Lady jako pani Higgins
- 1971: Partnerzy (serial) jako księżna Ozerov